# Rosa Rein
Rosa Rein (nascida Karliner; 24 de março de 1897 – 14 de fevereiro de 2010) foi uma supercentenária suíça nascida na Alemanha e a pessoa mais velha da história da Suíça que viveu aos 112 anos e 327 dias. No momento da sua morte, ela era a judia viva mais velha do mundo.

## Biografia
Rein nasceu na Alta Silésia em Dzietkowitz, na época do Império Alemão (agora parte da Polônia). Ela cresceu em uma fazenda com duas dúzias de funcionários. Ela foi para a escola na cidade vizinha Mysłowice, e eventualmente foi para a faculdade, o que não era comum para as mulheres nesse período. Em 1935, ela se casou e dirigiu um negócio têxtil com seu marido. Ela fugiu do país com seu marido depois de Kristallnacht, para o Brasil. Sua mãe mais tarde morreu em um campo de concentração nazista. Seu marido morreu pouco depois da chegada ao Brasil.
Ela se casou novamente em 1949, eles se mudaram para Génova em 1964, antes de se instalarem no Paradiso, na Suíça. Em 1973, seu segundo marido morreu. Ambos os casamentos eram sem filhos e a família restante morava no exterior. Ela viveu sozinha até 2001, quando, depois de uma queda, decidiu mudar para uma casa de repouso, onde morou até sua morte. Além da visão e da audição insuficientes, ela estava em boa saúde até sua morte.
Rein se tornou a pessoa viva mais velha da Suíça em 3 de setembro de 2006, após a morte de Anna Ringier-Kieser. Em 20 de junho de 2008, quebrou o recorde de longevidade suíço de Andree Fehr-de Boulay (7 de fevereiro de 1882 – 19 de maio de 1993). Após a morte de Berta Rosenberg em 28 de janeiro de 2009, ela se tornou a judia viva mais velha do mundo. No momento da sua morte, ela também era a pessoa viva mais velha nascida na Alemanha.